# Quarry Bay (stacja MTR)
Quarry Bay (chiński: 鰂魚涌) – jedna ze stacji MTR, systemu szybkiej kolei w Hongkongu, na Island Line i Tseung Kwan O Line. Została otwarta 31 maja 1985. 
Znajduje się na wyspie Hongkong, obsługując obszar Quarry Bay, w dzielnicy Eastern.